# Poriënvolume

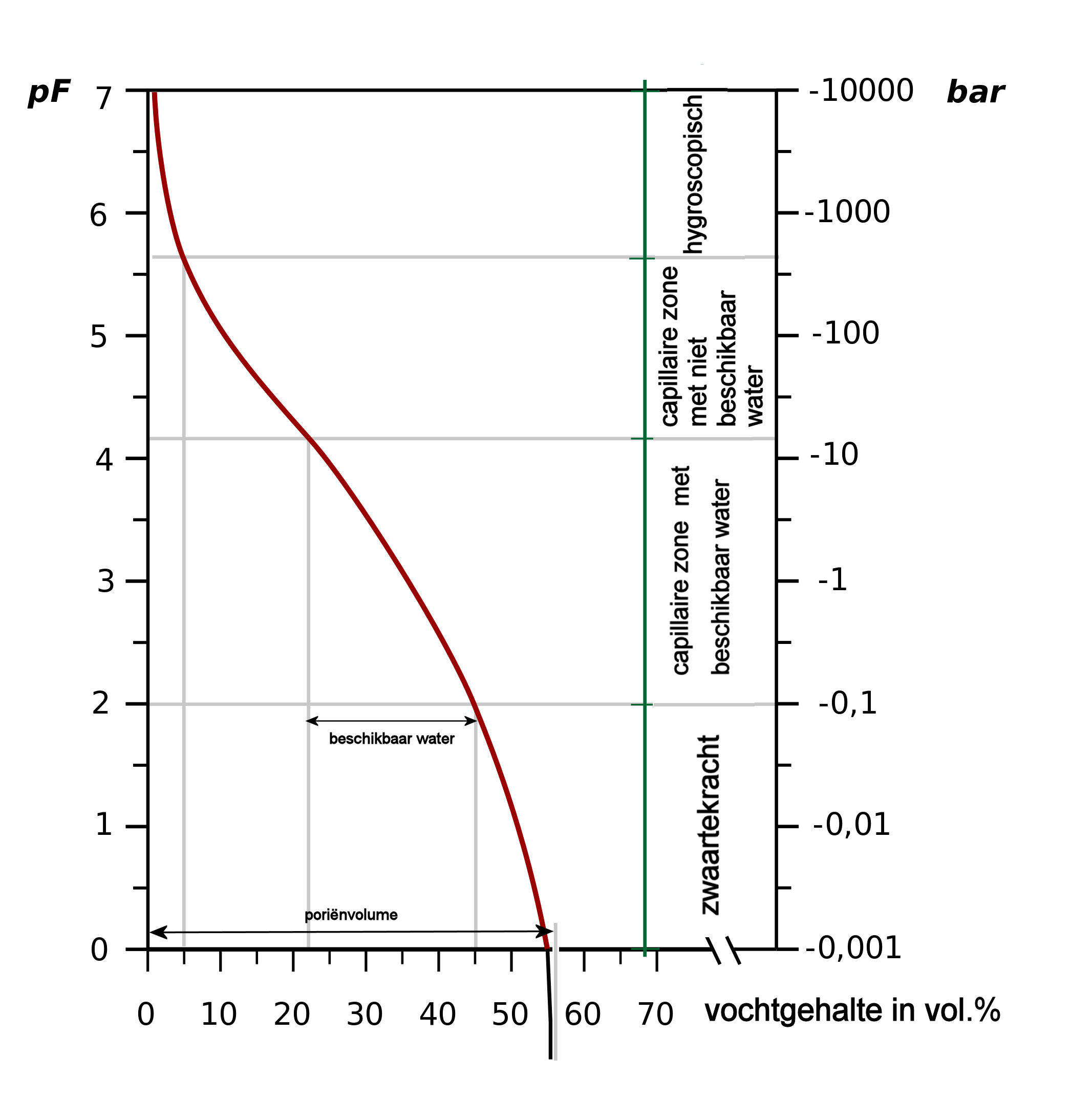
pF-curve van klei met poriënvolume van 57%

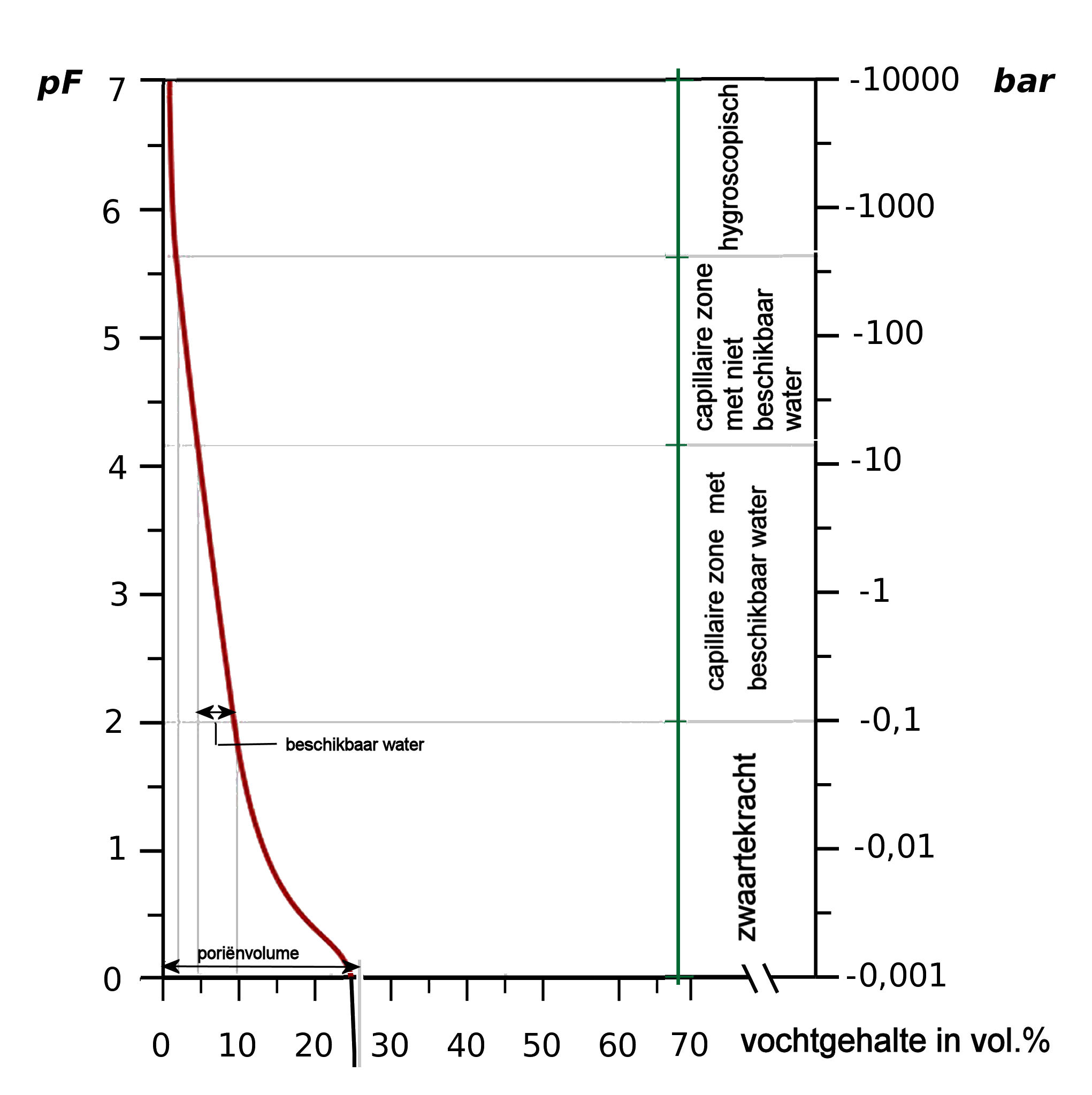
pF-curve van zand met poriënvolume van 26%

Het poriënvolume is het geheel aan met lucht of water gevulde ruimten (poriën) tussen de vaste gronddeeltjes van de bodem. Bij een met water verzadigde grond zijn alle poriën met water gevuld. De poriën zijn belangrijk voor de water- en luchthuishouding van de bodem.
Het poriënvolume van de Nederlandse gronden is gemiddeld 40–60% van het grondvolume. Bij de beste kwelderklei in de Dollard kan dit oplopen tot 75%.

## Poriën
Er worden primaire poriën en secundaire poriën onderscheiden. Het volume aan primaire poriën hangt af van de korrelgrootteverdeling en van de aard van en het gehalte aan humus. Het volume aan secundaire poriën hangt af van de bodemstructuur, van de chemische eigenschappen van de mineralen, van de invloed van de plantengroei, zo vormen wortels wortelkanaaltjes en die van dieren, zoals regenwormen.
Daarnaast wordt er een indeling gemaakt naar poriëngrootte:
- Grote (macro)
- Middelgrote
- Fijne

Ook is er een onderscheid tussen capillaire poriën, met een grootte van minder dan 30 µm en niet-capillaire poriën, poriëngrootte meer dan 30 µm.

### Primaire poriën en secundaire poriën
Primaire poriën zijn de poriën tussen de afzonderlijke gronddeeltjes. De grootte van deze poriën is afhankelijk van de grondsoort: 
- in zandgrond komen overwegend grote poriën voor
- in leemgrond overwegend middelgrote poriën en
- in kleigrond zijn dit overwegend fijne poriën.

Met het afnemen van de poriëngrootte neemt het poriënvolume toe, omdat kleine gronddeeltjes minder dicht tegen elkaar liggen dan grote gronddeeltjes.
Secundaire poriën (macroporiën) zijn de door de bodemstructuur beïnvloede grote poriën. Tussen de aggregaten en bio-poriën, dus niet tussen de afzonderlijke grondkorrels, zijn ze groter dan 50 µm.

Aggregaten en bio-poriën vormen zich door:
- zuiver fysisch, door zowel het herhaaldelijk nat en droog worden als door wisselende bodemvochtigheid, dat bij toenemend kleigehalte met opzwelling en krimping gepaard gaat.
- chemisch, door het omhullende ijzeroxide of door samengeklitte koolhydraten
- biologisch, door verklevende slijmstoffen uit de darm van bijvoorbeeld regenwormen of door vrijkomende slijmstoffen bij de afbraak van wortels en schimmeldraden.
- wortelgroei en gangen van regenwormen.

De verdeling van secundaire poriën is vaak onregelmatig (anisotroop). Ze zijn vooral belangrijk voor de water- en luchthuishouding in fijnkorrelige bodems.
| Categorie               | Waarden                 | Waarden                                  | Waarden                                  | Waarden                                                       |
| ----------------------- | ----------------------- | ---------------------------------------- | ---------------------------------------- | ------------------------------------------------------------- |
| poriëngrootte           | wijde grote poriën      | smalle grote poriën                      | middelgrote poriën                       | fijne poriën                                                  |
| zuigspanning in hPa     | < 60                    | 60–300                                   | 300–15000                                | > 15000                                                       |
| pF-waarde               | < 1,8                   | 1,8–2,5                                  | 2,5–4,2                                  | > 4,2                                                         |
| doorsnede in            | > 50                    | 50–10                                    | 10–0,2                                   | < 0,2                                                         |
| functie van de poriën   | water snel beweeglijk   | water langzaam beweeglijk                | water voor planten- beschikbaar          | water niet voor planten- beschikbaar zie ook: verwelkingspunt |
|                         | drainwater              | drainwater                               | hangwater                                | hangwater                                                     |
| kengetallen afkortingen | luchtcapaciteit LC      | voor planten bruikbare veldcapaciteit VC | voor planten bruikbare veldcapaciteit VC | niet voor planten beschikbaar water nBW                       |
|                         |                         | veldcapaciteit VC                        |                                          |                                                               |
|                         | totale poriënvolume TPV |                                          |                                          |                                                               |

Opmerkingen: 1 hPa is 1 cm waterkolom

pF-waarde = log10 (zuigspanning in hPa)

### Poriëngrootte bijbodems
Voor wat betreft de poriëngrootte worden bodemfysische kenmerken als luchtcapaciteit, veldcapaciteit en niet beschikbaar water (water in poriën < 0,2 µm) bij de bodemkartering onderscheiden.
| Bodemsoort | Wijde grote poriën in % | Smalle grote poriën in % | Middelgrote poriën in % | Fijne poriën in % | Waterdoorlaatbaarheid in cm/d |
| ---------- | ----------------------- | ------------------------ | ----------------------- | ----------------- | ----------------------------- |
| Zandgrond  | 10–20                   | 8–20                     | 10–15                   | 2–8               | 300                           |
| Siltgrond  | 0–10                    | 5–15                     | 10–20                   | 10–20             | 30                            |
| Leemgrond  | 5–10                    | 0–10                     | 5–15                    | 5–20              | 30                            |
| Kleigrond  | 0–5                     | 0–5                      | 10–15                   | 25–40             | 3                             |
| Veengrond  | 7–30                    | 0–10                     | 30–55                   | 15–25             | 200                           |